# Carex arcatica
Carex arcatica är en halvgräsart som beskrevs av Karl Friedrich Meinshausen. Carex arcatica ingår i släktet starrar, och familjen halvgräs. Inga underarter finns listade i Catalogue of Life.